# Elecciones presidenciales de Kazajistán de 2005
Las elecciones presidenciales de Kazajistán de 2005, terceras desde la independencia del país, tuvieron lugar el 4 de diciembre del mencionado año con el objetivo de renovar la presidencia de la república para el período 2006-2011.
El mandatario Nursultán Nazarbáyev, en el poder desde 1989, buscó y ganó otro mandato de siete años contra otros cuatro candidatos. A los candidatos de la oposición se les permitió cierto acceso a los medios de comunicación, pero esto todavía estaba restringido. Según los observadores electorales occidentales, los candidatos de la oposición también sufrieron hostigamiento considerable. La Organización para la Seguridad y la Cooperación en Europa (OSCE) criticó las elecciones, calificándolas de injustas, pero observó mejoras.
Zamanbek Nurkadilov, descrito como la principal figura de la oposición, no pudo participar, habiendo muerto poco antes de las elecciones. Antiguo alcalde de Almatý y exministro del gobierno, Nurkadilov se había unido a la oposición. Fue encontrado muerto a tiros en noviembre, poco después de haber informado que divulgaría documentos que probarían la corrupción del gobierno. La causa oficial de la muerte fue presentada como suicidio, con un informe que indicaba que Nurkadilov se había disparado dos veces en el pecho y luego una vez en la cabeza.

## Resultados
Los resultados fueron:
|  | 91.15 % |

|  | 6.61 % |

|  | 1.61 % |

|  | 0.34 % |

|  | 0.28 % |